# Anguinoides stylosus
Anguinoides stylosus är en rundmaskart som beskrevs av Benjamin G. Chitwood 1936. Anguinoides stylosus ingår i släktet Anguinoides och familjen Leptolaimidae. Inga underarter finns listade i Catalogue of Life.